# Gamasomorpha psyllodes
Gamasomorpha psyllodes är en spindelart som beskrevs av Tamerlan Thorell 1897. Gamasomorpha psyllodes ingår i släktet Gamasomorpha och familjen dansspindlar.
Artens utbredningsområde är Myanmar. Inga underarter finns listade i Catalogue of Life.